# Institutio oratoria

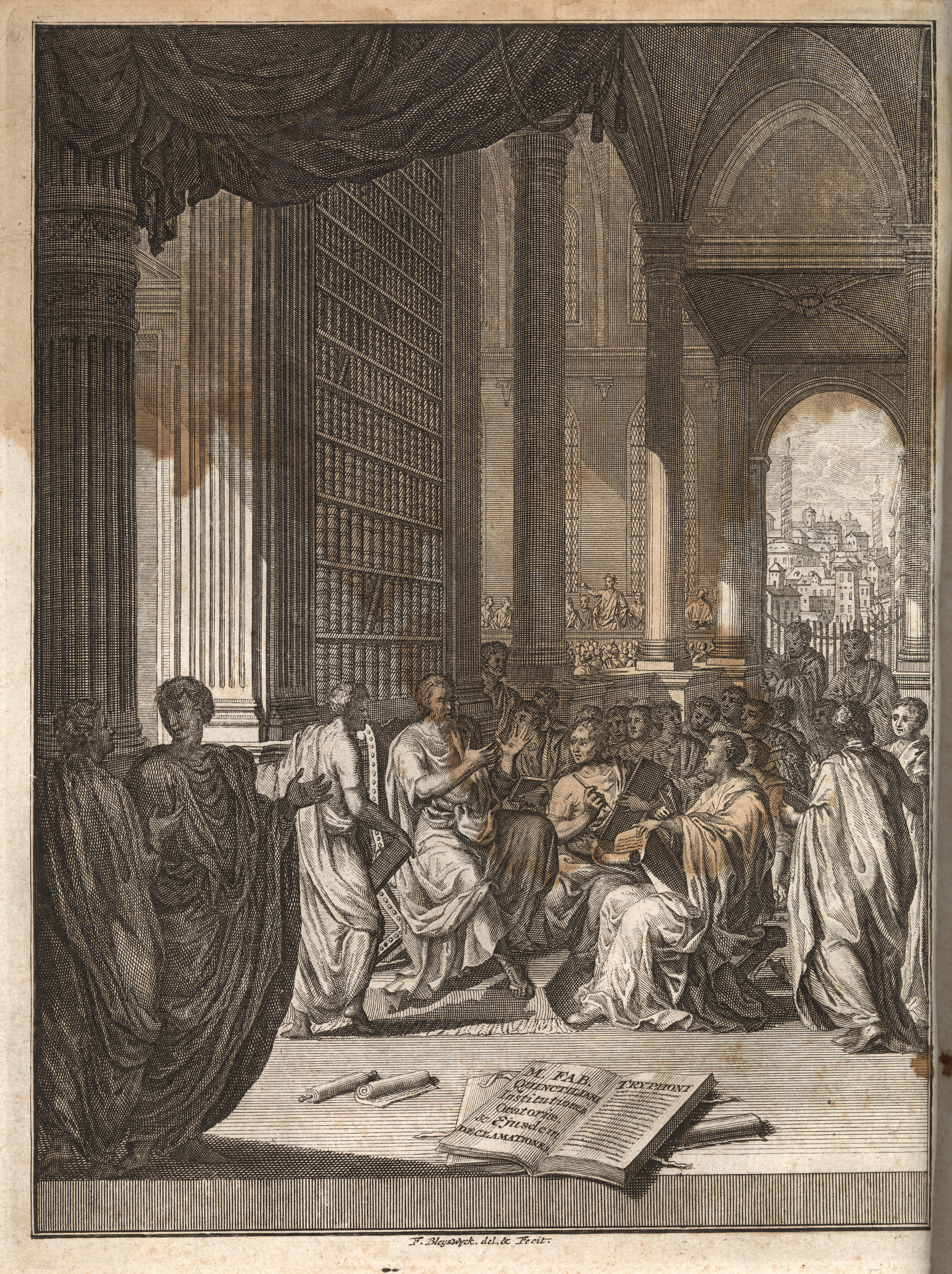
Idealisierte Darstellung Quintilians beim Lehren der Redekunst (Kupferstich, 1720)

Die Institutio oratoria („Ausbildung des Redners“; „Unterricht in der Beredsamkeit“; „Unterweisung in der Redekunst“ u. a.) von Quintilian (geb. um 35; gest. um 96) ist die wichtigste und ausführlichste erhaltene Darstellung der antiken Redekunst.

## Einführung
Die Institutio oratoria ist ein zwölfbändiges lateinisches Handbuch über die Theorie und Praxis der Rhetorik. Das Werk stammt von dem römischen Rhetoriker Quintilian nordspanischer Herkunft, der in Rom einen öffentlich besoldeten Lehrstuhl bekleidete. Das Werk wurde um das Jahr 92 n. Chr. verfasst und befasst sich auch mit der grundlegenden Erziehung und der Entwicklung des Redners selbst.

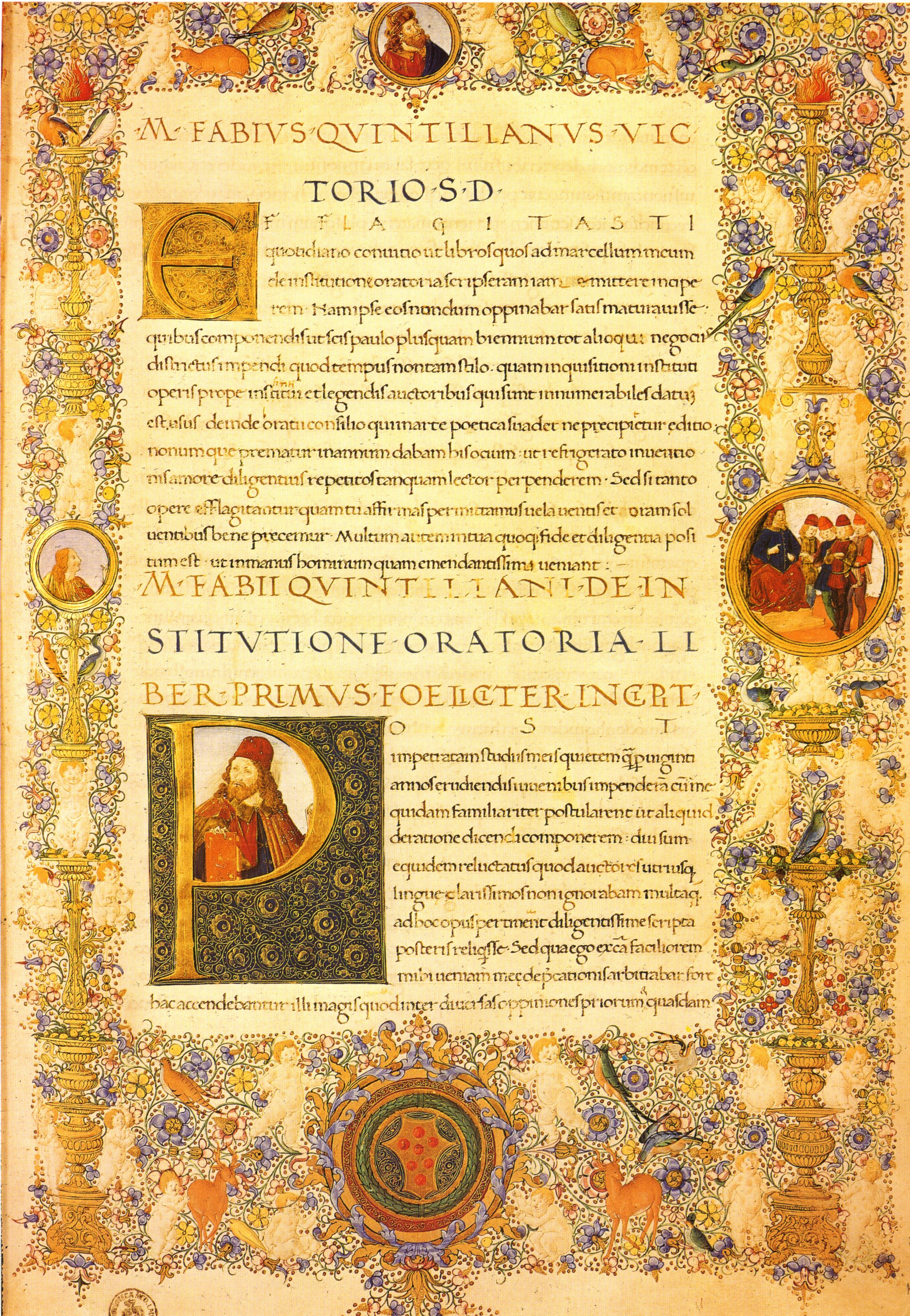
Quintilians Institutio oratoria in der Handschrift Florenz, Biblioteca Medicea Laurenziana, Plut. 46.12, fol. 1r, aus dem Jahr 1476

Der besonders durch Cicero geprägte Quintilian schrieb sein Buch in den letzten Jahren der Herrschaft von Kaiser Domitian (reg. 81–96), in einer Zeit, in der schon der geringste Verdacht auf mangelnden Respekt vor dem Kaiser ein Kapitalverbrechen darstellte. Die soziale und politische Korruption grassierte. In einer Geste höchster Ironie ernannte sich der verkommene Domitian selbst zum censor perpetuus (womit er seine dauerhafte Amtsgewalt als Censor unterstrich) und machte sich damit zum Verantwortlichen für die öffentliche Moral.
In einem solchen Umfeld war es für Redner schwer, in die Fußstapfen Ciceros (106–43 v. Chr.) zu treten, der einen Teil seines rednerischen Ruhms seiner öffentlichen Anprangerung von Staatsfeinden verdankt. Seit Augustus und der Herrschaft der Kaiser waren solche Positionen schlichtweg zu gefährlich. Folglich hat sich die Rolle des Redners geändert, er musste sich nun darauf beschränken, vor Gericht zu argumentieren. Quintilian versuchte jedoch, ein wenig vom Idealismus der alten Zeiten wieder einzuführen.
Der irische Historiker und Jesuit Aubrey Gwynn (1892–1983) formuliert es in seinem Buch Roman Education from Cicero to Quintilian so:

„Die politische Redekunst war tot, und ein jeder in Rom wusste, dass sie tot war, aber Quintilian wählte bewusst die Redekunst vergangener Generationen als sein Erziehungsideal.“

Im Mittelalter war die Rhetorik einer der Zweige des Triviums, einer Lehre, die sich im Wesentlichen auf drei antike Traktate stützte: Ciceros De inventione, die ihm zugeschriebene Rhetorica ad Herennium und Quintilians Institutio oratoria. Die Rhetorik war ein wichtiger Bestandteil des Triviums.
Auch in der Folgezeit war das bedeutende, durch reiche persönliche Erfahrung geprägte Hauptwerk Quntilians über die Jahrhunderte hinweg fast durchgehend hoch geschätzt. Es hat stark auf die Humanisten gewirkt und stellt die Grundlage des noch bis in neuere Zeit hinein wirksamen Ciceronianismus dar.
Das Werk ist nicht nur ein Zeugnis für die Blüte der römischen Sprachkultur, sondern auch eine wertvolle Geschichtsquelle. Quintilians eigene Reden sind verloren.

## Zitat (Inst. orat. 11‚3,180)
„Quare norit se quisque, nec tantum ex communibus praeceptis, sed etiam ex natura sua capiat consilium formandae actionis. / dt. Daher kenne ein jeder Mensch sich selbst und entnehme den Plan der Vortragsgestaltung nicht nur den allgemeinen Regeln, sondern auch seiner eigenen Natur.“

## Textausgaben und Übersetzungen
- M. Fabii Qvintiliani Oratoriarvm Institvtionum Lib. XII. una cum Declamationibus eiusdem argutissimis […]. Apvd Sanctam Coloniam, in aedibus Eucharij Ceruicorni, & Heronis Fuchs. M. D. XXI. mense Martio [= März 1521] (digitalisierte Ausgabe der Universitäts- und Landesbibliothek Düsseldorf).
- Ludwig Radermacher: Quintilianus. Institutionis Oratoriae. Libri XII. Edidit Ludwig Radermacher. Addenda et corr. collegit et adiecit Vinzenz Buchheit. Pars prior: Libros I–VI Continens / Pars secunda: Libros VII–XII Continens. B. G. Teubner, Leipzig 1965 (2 Bände)
- M. Fabii Quintiliani Institutionis Oratoriae Liber 1, hrsg. mit einer Einführung und Kommentar von Francis Henry Colson. Cambridge University Press, Cambridge 1924; erneut ebd. 2013, ISBN 1-107-68906-6; sowie Olms, Hildesheim 2013, ISBN 978-3-487-30329-1 (nur Buch 1; Colson liefert vor allem eine breite Darstellung der Rezeptionsgeschichte bis 1920).
- M. Fabi Qvintiliani Institvtionis oratoriae libri dvodecim, hrsg. von Michael Winterbottom (Oxford Classical Texts). Zwei Bände, Oxford University Press, Oxford 1970 (kritische Ausgabe des lateinischen Textes, für wissenschaftliche Arbeit unerlässlich).
- Quintilien: De l’institution oratoire. Zwölf Bücher in sieben Bänden, hrsg. von Jean Cousin und Paul Jal (Reihe Collection des universités de France, Série latine). Verlag Belles lettres, Paris 1975–2000, ISBN 2-251-01202-8 (Bd. 1), ISBN 2-251-01203-6 (Bd. 2) usw. (ausführliche Einleitungen und Anmerkungen, in Französisch).
- Quintilian: Institutio oratoria X. Lehrbuch der Redekunst, 10. Buch, hrsg. von Franz Loretto. Reclam, Stuttgart 1995, ISBN 3-15-002956-2 (lateinisch und deutsch, mit Kommentar).
- Quintilian: The Orator’s Education, hrsg. von Donald A. Russell (Reihe Loeb Classical Library). Revidierte Auflage, Harvard University Press, Cambridge/MA 2001, ISBN 0-674-99591-0 (für Bd. 1) usw. (mit reichhaltigen Anmerkungen).
- Marcus Fabius Quintilianus: Ausbildung des Redners. Zwölf Bücher, hrsg. von Helmut Rahn. Fünfte Auflage, Wissenschaftliche Buchgesellschaft, Darmstadt 2011 (lateinisch und deutsch; einzige vollständige Übersetzung in Deutsch).
- Quintilian: Pädagogische Texte aus der Antike, hrsg. von Walter Burnikel (Exemplarische Reihe Literatur und Philosophie, Band 34). Sonnenberg, Annweiler 2013, ISBN 3-933264-74-X (Quellensammlung, 20 Texte aus beiden Büchern der Institutio, neu übersetzt vom Herausgeber, zusätzliche Erläuterungen oder Zusammenfassungen weiterer Quellen).